# Rugby a 7 ai XVIII Giochi panamericani - Torneo femminile

## Turno preliminare

### Gruppo A
Risultati
| Lima 26 luglio 2019 | Colombia | 24 – 14 | Argentina |  |

| Lima 26 luglio 2019 | Stati Uniti | 55 – 0 | Trinidad e Tobago |  |

| Lima 27 luglio 2019 | Colombia | 38 – 10 | Trinidad e Tobago |  |

| Lima 27 luglio 2015 | Stati Uniti | 49 – 0 | Argentina |  |

| Lima 27 luglio 2019 | Argentina | 46 – 0 | Trinidad e Tobago |  |

| Lima 27 luglio 2019 | Stati Uniti | 38 – 0 | Colombia |  |

#### Classifica
|    | Squadra           | Punti | G | V | N | P | PF  | PS  | Diff |
| -- | ----------------- | ----- | - | - | - | - | --- | --- | ---- |
| 1. | Stati Uniti       | 9     | 3 | 3 | 0 | 0 | 142 | 24  | +142 |
| 2. | Colombia          | 7     | 3 | 2 | 0 | 1 | 62  | 62  | 0    |
| 3. | Argentina         | 5     | 3 | 1 | 0 | 2 | 60  | 73  | -73  |
| 4. | Trinidad e Tobago | 3     | 3 | 0 | 0 | 3 | 10  | 139 | -129 |

### Gruppo B
Risultati
| Lima 26 luglio 2019 | Brasile | 33 – 5 | Perù |  |

| Lima 27 luglio 2019 | Canada | 54 – 0 | Messico |  |

| Lima 27 luglio 2019 | Brasile | 45 – 0 | Messico |  |

| Lima 27 luglio 2019 | Canada | 54 – 0 | Perù |  |

| Lima 27 luglio 2019 | Perù | 43 – 7 | Messico |  |

| Lima 27 luglio 2019 | Canada | 26 – 0 | Brasile |  |

#### Classifica
|    | Squadra           | Punti | G | V | N | P | PF  | PS  | Diff |
| -- | ----------------- | ----- | - | - | - | - | --- | --- | ---- |
| 1. | Stati Uniti       | 9     | 3 | 3 | 0 | 0 | 142 | 24  | +142 |
| 2. | Colombia          | 7     | 3 | 2 | 0 | 1 | 62  | 62  | 0    |
| 3. | Argentina         | 5     | 3 | 1 | 0 | 2 | 60  | 73  | -73  |
| 4. | Trinidad e Tobago | 3     | 3 | 0 | 0 | 3 | 10  | 139 | -129 |

## Fase finale
|  | Semifinali  | Semifinali  | Semifinali  |             |        | Finale 1º posto | Finale 1º posto | Finale 1º posto |  |
|  |             |             |             |             |        |                 |                 |                 |  |
|  | Colombia    | Colombia    | 0           |             |        |                 |                 |                 |  |
|  | Colombia    | Colombia    | 0           |             |        |                 |                 |                 |  |
|  | Canada      | Canada      | 41          |             |        |                 |                 |                 |  |
|  | Canada      | Canada      | 41          |             | Canada | Canada          | 24              |                 |  |
|  |             |             |             |             | Canada | Canada          | 24              |                 |  |
|  |             |             | Stati Uniti | Stati Uniti | 10     |                 |                 |                 |  |
|  | Stati Uniti | Stati Uniti | Stati Uniti | Stati Uniti | 10     | 33              |                 |                 |  |
|  | Stati Uniti | Stati Uniti |             |             |        | 33              |                 |                 |  |
|  | Brasile     | Brasile     | 19          |             |        | Finale 3º posto | Finale 3º posto | Finale 3º posto |  |
|  | Brasile     | Brasile     | 19          |             |        |                 |                 |                 |  |
|  |             |             |             |             |        |                 |                 |                 |  |
|  |             |             |             |             |        | Colombia        | Colombia        | 29              |  |
|  |             |             |             |             |        | Colombia        | Colombia        | 29              |  |
|  |             |             |             |             |        | Brasile         | Brasile         | 24              |  |

Risultati

### Semifinali 5º - 8º posto
| Lima 28 luglio 2019 | Trinidad e Tobago | 10 – 31 | Perù |  |

| Lima 28 luglio 2019 | Argentina | 32 – 7 | Messico |  |

### Semifinali 1º - 4º posto
| Lima 28 luglio 2019 | Colombia | 0 – 41 | Canada |  |

| Lima 28 luglio 2019 | Stati Uniti | 33 – 9 | Brasile |  |

### Finale 7º posto
| Lima 28 luglio 2019 | Trinidad e Tobago | 0 – 22 | Messico |  |

### Finale 5º posto
| Lima 28 luglio 2015 | Perù | 12 – 34 | Argentina |  |

### Finale 3º posto
| Lima 28 luglio 2019 | Colombia | 29 – 24 | Brasile |  |

### Finale 1º posto
| Lima 28 luglio 2019 | Canada | 24 – 10 | Stati Uniti |  |

### Classifica finale
| Classifica | Squadre           |
| ---------- | ----------------- |
|            | Canada            |
|            | Stati Uniti       |
|            | Colombia          |
| 4          | Brasile           |
| 5          | Argentina         |
| 6          | Perù              |
| 7          | Messico           |
| 8          | Trinidad e Tobago |